# Середні Бескиди

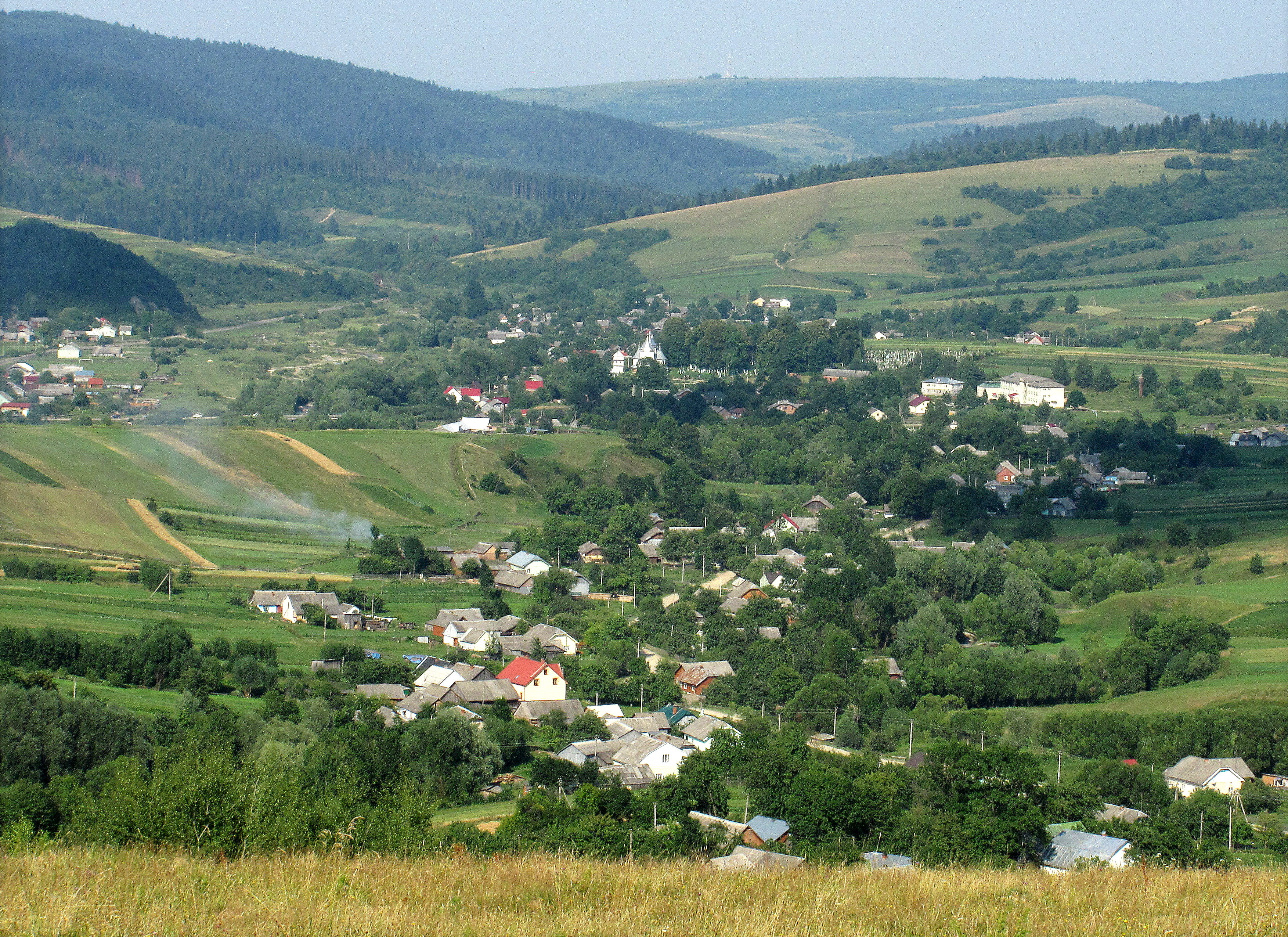
Типовий краєвид у Середніх Бескидах (село Велика Лінина)

Сере́дні Бески́ди — частина Бескидів, розташована між коліном р. Сяну на заході та лінією Турка — Борислав на сході, між берегом Карпат на північному сході та Середньо-Карпатською улоговиною на південному заході.
Площа бл. 2 800 км². Середні Бескиди, разом з Низьким Бескидом, є найнижчою і найлагіднішою частиною Українських Карпат. Підноситься уступом на 200—300 м (рідко — 400 м) над Прикарпаттям і має типову ґраткову будову — поздовжні лагідні хребти, збудовані з пісковика (вони переважно заліснені) і паралельні до них широкі долини, вирізьблені в м'яких сланцях та глеях. Висота хребтів підноситься в південно-східному напрямі до 1024 м (Маґура-Лімнянська); їх перетинають поперечні долини Стривігору, Дністра, Стрию й інших річок. Відносні висоти: 200—400 м.
Середні Бескиди сильно виліснені (ліс становить 33 %, рілля 47 % — найбільший відсоток в Українських Карпатах, сіножаті й пасовища 16 %). До 1940 року цей край був найгустіше заселеною частиною Українських Карпат — 80 осіб на 1 км². Середні Бескиди заселювало здебільша українська етнічна група бойків. Зайняття: хліборобство (жито, картопля, овес) і тваринництво, лісові промисли, в околицях Борислава — нафтова промисловість. Міста розташовані переважно на березі Карпат (Перемишль, Нижанковичі, Добромиль, Хирів, Старий Самбір, Борислав), у глибині гір — Устрики Долішні, Турка. З 1945 року західна частина Середніх Бескидів належить Польщі, і українське населення з тієї частини виселено.
Середні Бескиди в польській географічній термінології має назву Сяноцько-Турчанські Бєщади, в українській (також в УРСР) Верхньодністровські Бескиди (східна частина Середніх Бескидів).